# Saint-Georges-du-Vièvre
Saint-Georges-du-Vièvre är en kommun i departementet Eure i regionen Normandie i norra Frankrike. Kommunen ligger i kantonen Saint-Georges-du-Vièvre som tillhör arrondissementet Bernay. År 2022 hade Saint-Georges-du-Vièvre 894 invånare.

## Befolkningsutveckling
Antalet invånare i kommunen Saint-Georges-du-Vièvre
Referens:INSEE